# Winterthur Group
«Winterthur» Schweizerische Versicherungs-Gesellschaft fue un grupo asegurador suizo internacional con sede en Winterthur. Fue una de las diez mayores compañías de seguros de Europa. El grupo, que formaba parte de Credit Suisse Group desde 1997, fue adquirido por el grupo asegurador francés AXA a finales de 2006 e integrado en el Grupo.